# Gildone
Gildone är en ort och kommun i provinsen Campobasso i regionen Molise i Italien. Kommunen hade 785 invånare (2018).